# St. Marien zu den Weiden
St. Marien zu den Weiden war eine backsteingotische Kapelle in der Hansestadt Wismar auf dem St.-Marien-Kirchhof.
Von St. Marien zu den Weiden oder auch in lateinisch St. Maria sub salice ist weder der Grund noch der Zeitpunkt der Errichtung bekannt. Die kleine Kapelle wurde erstmals 1324 auf dem Kirchhof der Marienkirche bezeugt. Sie war ein rechteckiger Baukörper mit drei Kreuzgewölben, der aus glasiertem Ziegelwerk in Manier der Hochgotik unter einem Walmdach errichtet worden war. In ihr befand sich ein Altar und die Familiengruft der eingesessenen Patrizierfamilie Bantzkow. Mit dieser Familie rückte die Kapelle in das Licht der regionalen Geschichte, als 1427 hier der hingerichtete Bürgermeister der Stadt Johann Bantzkow beigesetzt wurde. Das Grab wurde später in die Marienkirche verlegt, weil die Kapelle für den Guss einer Glocke benötigt wurde. Im 19. Jahrhundert wurde sie bereits zweckentfremdet als Abstellschuppen genutzt, 1934 restauriert zur nationalsozialistischen Ahnenhalle und schließlich während des Bombenangriffs am 14./15. April 1945 schwer beschädigt. Die Überreste wurden bald darauf abgebrochen.